# Roland Alphonso
Roland Alphonso (Rolando Alphonso), né le 12 janvier 1931 à La Havane (Cuba) et mort le 20 novembre 1998 à Los Angeles, Californie, est un saxophoniste ténor, alto et soprano jamaïcain. À ses débuts, la musique jamaïcaine se résume à quelques formations jouant dans les hôtels pour touristes des airs de jazz et parfois de mento. C’est dans ce contexte que Roland Alphonso voit naître l’industrie musicale insulaire avec ses concerts, ses sounds-systems, sa propre musique et ses studios. Il est alors une des figures majeures du ska et du rocksteady. Après des soucis de santé, il s’installe aux États-Unis où il se produit avec différents groupes, puis il prend part à la nouvelle aventure des Skatalites lorsque ceux-ci renouèrent avec le succès et rencontrèrent la reconnaissance internationale. Au cours de sa carrière, il participa à des dizaines de formations et fut un des membres fondateurs des Skatalites.

## Biographie
Roland Alphonso est né à Cuba d’une mère jamaïcaine et d’un père cubain. Il rejoint la Jamaïque et la paroisse de Saint Ann au cours de ses premiers mois. Vers cinq ans, il gagne Kingston où vivait sa grand-mère. Il s’inscrit au sein de la Stony Hill Industrial School. À dix ans, il y apprend la batterie. Sa mère insiste par la suite pour qu’il apprenne le saxophone. À la sortie de sa scolarité, il est enrôlé au sein de l'Eric Dean Orchestra. Il n’y restera que quelques mois, appréciant modérément la façon dont il est traité, et rejoint la formation de Redver Cooke. Il travaille également au sein des groupes de Willie Nelson, Roy Coburn, Val Bennet, Sony Bradshaw, Cyril Beckford ou dans l’orchestre de Sarah Vaughan. Au sein de la formation de Coburn, le Coburn’s Blu-Flames Orchestra, il côtoie Tommy McCook et Don Drummond. Ses premiers enregistrements sont effectués au sein de la formation de Baba Motta dans le studio de son frère. Son influence devient évidente sur la scène locale. Il est le saxophoniste préféré des leaders d’orchestres pour sa polyvalence ténor et alto, et du grand public pour ses solos jazzy.
En 1956, Roland Alphonso recroise alors la route d’un de ses amis d’enfance, Clement « Coxsone » Dodd, à la sortie d’un enregistrement pour un hôtel. Ils possèdent en commun la passion du jazz et le rythm’n blues. Coxsone est alors le propriétaire du sound system Downbeat et commence à enregistrer les artistes locaux au studio Federal Records. Roland intègre alors la formation du bassiste Cluett Johnson The Blues Blasters (en) et côtoie Ernest Ranglin, Rico Rodriguez et Baba Brooks. Le groupe se concentre sur les enregistrements pour Coxsone et sera le backing band de Theophilus Beckford sur Easy Snappin. Au cours de la dernière période des années 1950, Alphonso enregistre nombre de succès Boogie-Shuffle : Four Corner, Proof Rum, Hully Gully Rock, Grandnational.
Au cours des années 1960, Roland possède un engagement hebdomadaire pour Dodd mais il se produit également pour Lloyd « The Matador » Daley (Bridgeview Shuffle), Vincent King Edwards (Jazz Ska, Shuffle Duck), Arthur Duke Reid (Yard Broom, You Can Depend on Me), Justin Yap (Ska-Ra-Van, Cleo’s Back) et Vincent Randy Chin (Blow Roland Blow). Coxsone essaiera bien de lui faire signer un contrat d’exclusivité mais il sera cassé au bout d’une semaine. Alphonso jouera alors au sein de diverses formations (Alleys Cats, City Slickers, Drew Droppers, Upsetters) et essaiera de se lancer, sans grand succès, dans l’industrie du disque en fondant le label Rolando & Powie, qui sera finalement géré par Dodd, et en ouvrant un magasin de disque. En 1963, il décide de partir aux Bahamas avec sa famille pour honorer un contrat dans un club. À son retour, Dodd a monté son propre studio sur Brentford Road et il devient alors un membre du Studio One Orchestra qui devient rapidement les Skatalites, où il est le second soliste après Don Drummond. Il composera notamment Jack Ruby, Christine Keeler, Dr Killdare.
En 1965, après la dissolution des Skatalites, Roland forme les Souls Brothers - le groupe d’enregistrement de Studio One - avec Jackie Mittoo, Johnny Dizzy Moore, Lloyd Brevett et les guitaristes Bunny Williams et Wallin Cameron. Il compose alors James Bond, Dr Ring Ding, Rollie Pollie, Provocation, Pepe To. En 1967, le groupe devient les Soul Vendors. Au cours de la dernière partie de la décennie, il enregistre également pour Bunny Lee et Leslie Kong. En 1969, il prend la tête d’une formation pour le restaurant et salle de concert The Ruins à Ocho Rios : The Ruineers.
En 1971, Alphonso tombe gravement malade et après une hospitalisation où il tombe dans le coma, il possède un problème moteur à sa main droite. À la fin de l’année 1972, il part s’installer avec sa famille aux États-Unis. Il est alors obligé de développer une nouvelle technique et ce n’est qu'en 1977 qu’il se produira de nouveau. Entre-temps sortent deux albums produits par Dodd et rassemblant certains de ses singles, en 1973 The Best Of Rolando Alphonso, suivi en 1975 par King Of Sax. En 1979 et 1980, il tournera avec le groupe Terrorists et celui de son fils Noël, Jah Malla, sur le territoire américain.
En 1980, le gouvernement jamaïcain lui remet « the Order of Distinction », récompense nationale semblable à l'Ordre de la Légion d'honneur en France, pour ses services rendus à la culture jamaïcaine. Après la disparition du groupe Jah Malla, il forme avec son fils le groupe DJ’s Choice qui se produira exclusivement aux États-Unis. En 1983, il prend part à la reformation des Skatalites pour le festival Sunsplash et compose Reasoning pour leur album The Return Of The Big Guns.
En 1986, il sort un LP sur le label Wackies, l’album Roll On. C'est alors que commence une seconde carrière pour les Skatalites, qui les voit tourner dans le monde entier et sortir plusieurs albums. En 1996, Roland Alphonso participe à l’album d’Ernest Ranglin Below The Bassline.
C’est le 2 novembre 1998, sur la scène du Key Club à Hollywood, que s'achève la carrière musicale de Roland Alphonso, à la fin de son solo du second morceau du set des Skatalites. Il vient alors de subir une rupture d’anévrisme. Après son hospitalisation, sa mort est annoncée le 20 novembre.

### Discographie
- 1965 - Ska Strictly For You - Studio One
- 1967 - Ska-Au-Go-Go - Studio One
- 1968 - ABC Rocksteady - Gayfeet
- 1973 - The Best Of Rolando Alphonso - Studio One
- 1975 - King Of Sax - Studio One
- 1982 - Brighter Shade Of Roots - Imperial
- 1986 - Roll On - Wackies
- 2000 - Something Special : Ska Hot Shots - Heartbeat/Studio One

### Sources
- Keyo B., livret de la compilation The Skatalites, Foundation Ska, Heartbeat, 1997
- Keyo B., livret de la compilation Roland Alphonso, Something Special : Ska Hot Shots, Heartbeat, 2000
- Maréchal Y., Alphonso, Roland in L'encyclopédie du Reggae 1960-1980, éditions Alternatives, Paris, 2005